# 国本伊代
国本 伊代（くにもと いよ、1938年10月20日 - ）は、日本の歴史学者。中央大学名誉教授。
ラテンアメリカ近現代史専攻。

## 来歴
満洲・吉林生まれ。東京外国語大学スペイン語科卒業。1975年東京大学大学院社会科学研究科博士課程中退。1975年米国テキサス大学大学院博士課程修了、歴史学博士。1978年中央大学商学部専任講師、1980年助教授、1985年教授。1998年「メキシコ革命とカトリック教会 国民国家形成過程における国家と教会の対立・協調・共存関係」で、東大から博士（学術）。2009年定年退任、名誉教授。
日本ボリビア協会理事。1998年から2000年日本ラテンアメリカ学会理事長。
2018年瑞宝小綬章受章。

## 著書
- 『ボリビアの「日本人村」 サンタクルス州サンファン移住地の研究』（中央大学出版部、中央大学学術図書） 1989
- 『概説ラテンアメリカ史』（新評論） 1993
- 『メキシコ1994年』（近代文芸社） 1995
- 『ラテンアメリカ 悠久の大地・情熱の人々』（総合法令出版） 1995
- 『メキシコの歴史』（新評論） 2002
- 『ラテンアメリカ紀行』（弘学社） 2005
- 『メキシコ革命』（山川出版社、世界史リブレット） 2008
- 『メキシコ革命とカトリック教会 近代国家形成過程における国家と宗教の対立と宥和』（中央大学出版部） 2009
- 『ピリャとサバタ』（山川出版社、世界史リブレット） 2014

### 共編著
- 『ラテンアメリカ社会と女性』（乗浩子共編著、新評論） 1985
- 『ラテンアメリカ都市と社会』（乗浩子共編著、新評論） 1991
- 『ラテンアメリカ研究への招待』（中川文雄共編著、新評論） 1997
- 『ラテンアメリカ新しい社会と女性』（編 新評論） 2000
- 『ラテンアメリカ都市と社会』（乗浩子共編、新評論） 2002
- 『コスタリカを知るための55章』（編著、明石書店、エリア・スタディーズ） 2004
- 『パナマを知るための55章』（小林志郎, 小澤卓也共著、明石書店、エリア・スタディーズ） 2004
- 『スペイン語でニュースを読む メキシコとアルゼンチンの記事より』（アレハンドロ・クダ共編、朝日出版社） 2005
- 『現代メキシコを知るための60章』（編著、明石書店、エリア・スタディーズ） 2011
- 『ラテンアメリカ旅行記』（ロメロ・ヘオルヒーナ、安井伸共著、弘学社） 2011
- 『ドミニカ共和国を知るための60章』（編著、明石書店、エリア・スタディーズ） 2013

## 翻訳
- 『コスタリカの歴史 コスタリカ高校歴史教科書』（イバン・モリーナ, スティーヴン・パーマー、小澤卓也共訳、明石書店、世界の教科書シリーズ） 2007
- 『メキシコの歴史 メキシコ高校歴史教科書』（ホセ=デ=ヘスス・ニェト=ロペス, マリア=デル=ソコロ・ベタンコート=スアレス, リゴベルト・ニェト=ロドリゲス, タニア・カレニョ=キング監訳、島津寛訳、明石書店、世界の教科書シリーズ） 2009
- 『アマゾン 民族・征服・環境の歴史』（ジョン・ヘミング、国本和孝共訳、東洋書林） 2010

## 参考
- 『現代日本人名録』 2002